# Parque nacional Lago Azul

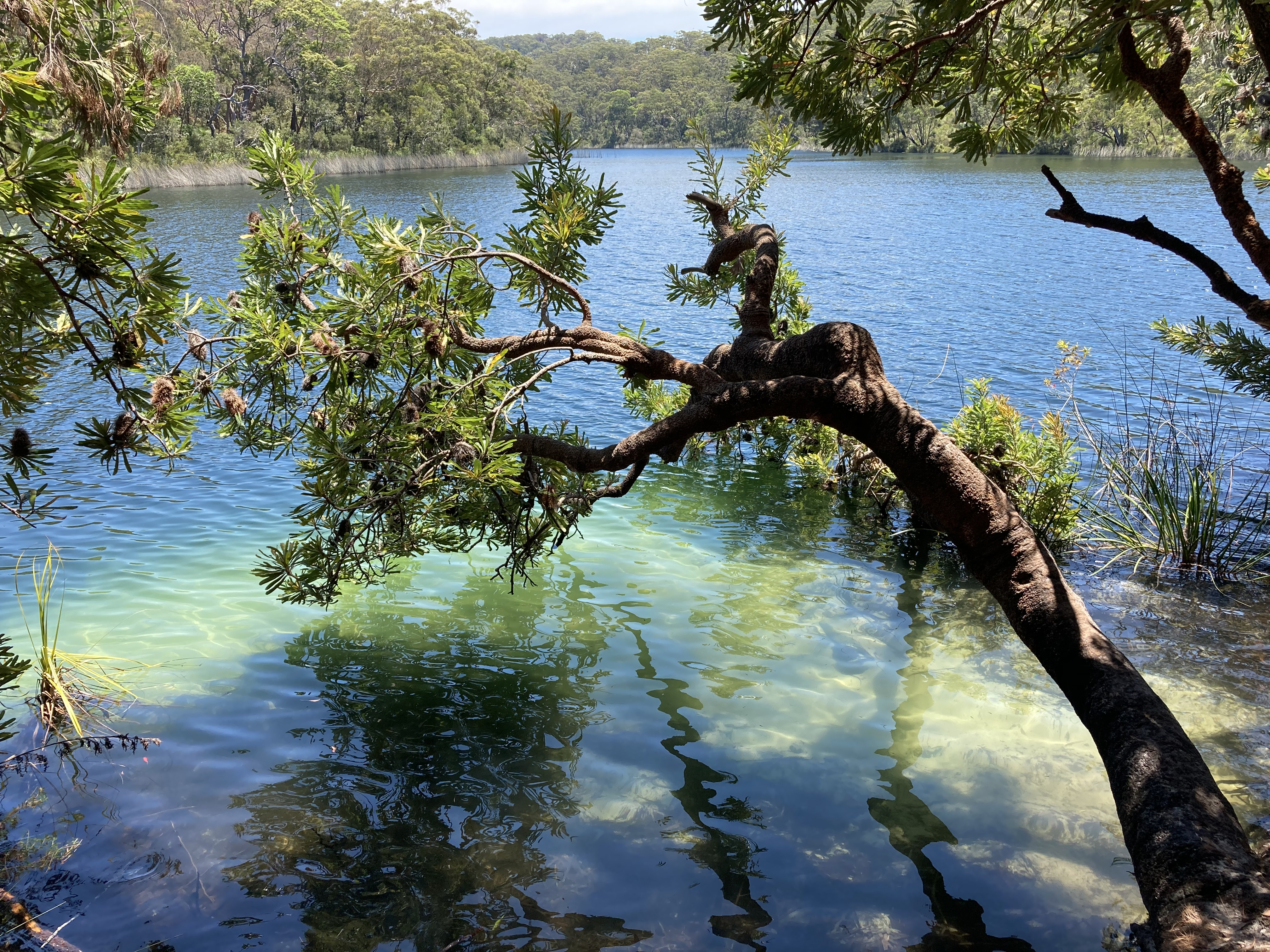
Imagen del Parque Nacional Lago Azul, ubicado en Australia.

Lago Azul es un parque nacional en Queensland (Australia), ubicado a 44 km al este de Brisbane.

## Datos
- Área: 5 km²
- Coordenadas: 27°31′21″S 153°28′36″E / -27.52250, 153.47667
- Fecha de Creación: 1962
- Administración: Servicio para la Vida Salvaje de Queensland
- Categoría IUCN: II

Véase también:
- Zonas protegidas de Queensland

- Datos: Q885549
- Multimedia: Blue Lake National Park / Q885549